# 2010年バンクーバーオリンピックのクロアチア選手団
2010年バンクーバーオリンピックのクロアチア選手団（2010ねんバンクーバーオリンピックのクロアチアせんしゅだん）は、2010年2月12日から2月28日までカナダのブリティッシュコロンビア州バンクーバー市で開催された2010年バンクーバーオリンピックのクロアチア選手団、およびその競技結果。

## 概要
今大会は銀メダル2個、銅メダル1個、計3個のメダルを獲得した。

## メダル
| メダル | 選手名                   | 競技           | 種目             |
| ------ | ------------------------ | -------------- | ---------------- |
| 銀     | イヴィツァ・コステリッチ | アルペンスキー | 男子回転         |
| 銀     | イヴィツァ・コステリッチ | アルペンスキー | 男子スーパー複合 |
| 銅     | ヤコブ・ファク           | バイアスロン   | 男子スプリント   |